# Gallia (albedo)
Gallia  è una caratteristica di albedo della superficie di Mercurio.